# K-266 Orioł

Okręt podwodny proj. 949A

K-266 Orioł (z ros. orzeł) – rosyjski okręt podwodny z napędem jądrowym projektu 949A (seria: Antej (ros. Антей), kod NATO Oscar II) przeznaczony do zwalczania dużych jednostek nawodnych, zwłaszcza zachodnich lotniskowców.

## Historia
Budowę „Orioła” rozpoczęto w stoczni Siewiernoje Maszynostroitielnoje Priedprijatije (Siewmasz) w Siewierodwińsku koło Archangielska w styczniu 1989 roku i ukończono w maju 1992 roku. Przydzielony został do Floty Północnej. Zewnętrzna warstwa zrobiona jest ze stali o wysokiej zawartości niklu i chromu. Taki stop jest odporny na korozję i ma słabe właściwości magnetyczne, co utrudnia wykrycie go przez lotnicze detektory anomalii magnetycznych (MAD) oraz czujniki min magnetycznych. Wewnętrzna warstwa wykonana jest z 5-centymetrowej grubości stali. Na 2013 roku planowana była modernizacja okrętu polegająca na wymianie eksperymentalnych drążonych wałów na te odlewane, które zostały pozyskane z wraku K-141 Kursk. Oprócz modernizacji układu napędowego K-226 otrzyma nowe systemy nawigacyjne, komunikacji, sonar o zwiększonym zasięgu, a także nowe uzbrojenie, które mają stanowić rakiety Jachont (3M55, P-800 Oniks).

## Problemy techniczne
Na K-226 podczas budowy zainstalowano nowy rodzaj wałów. W starszych jednostkach pr.949A poszczególne elementy, z którego zbudowane zostały wały, stanowiły odlew. Dla K-226 opracowano jednak nowe rozwiązanie. Poszczególne segmenty wałów zostały wydrążone, a powstałą w ten sposób przestrzeń wypełniono piaskiem kwarcowym. W zamierzeniu konstruktorów tego typu rozwiązanie miało być prostsze i tańsze w budowie oraz generować mniej hałasu w czasie eksploatacji. W przypadku wdrożenia nowych wałów planowano na okrętach montować nowy typ lżejszych śrub napędowych. Niestety, rozwój takich śrub dla jednostek pr.949A został zatrzymany po rozpadzie ZSRR. Ostatecznie w 1992 r. na K-226, który został wyposażony w drążone wały, zamontowano ciężkie śruby starego typu.
Zbyt duży moment skręcający rejestrowany na wale powodował nadmierne tarcia m.in. w podporach wału napędowego. W praktyce okręt zwiększając prędkość emitował charakterystyczne dźwięki doskonale słyszalne w środowisku wodnym. Ponieważ defekt ten uniemożliwiał skryte działanie, okręt został praktycznie wyłączony z eksploatacji, a wszystkie jego rejsy ograniczały się do rejonu Morza Barentsa.